# Callambulyx tatarinovii
Callambulyx tatarinovii är en fjärilsart som beskrevs av Bremer och William Grey 1852. Callambulyx tatarinovii ingår i släktet Callambulyx och familjen svärmare. Inga underarter finns listade i Catalogue of Life.

## Bildgalleri

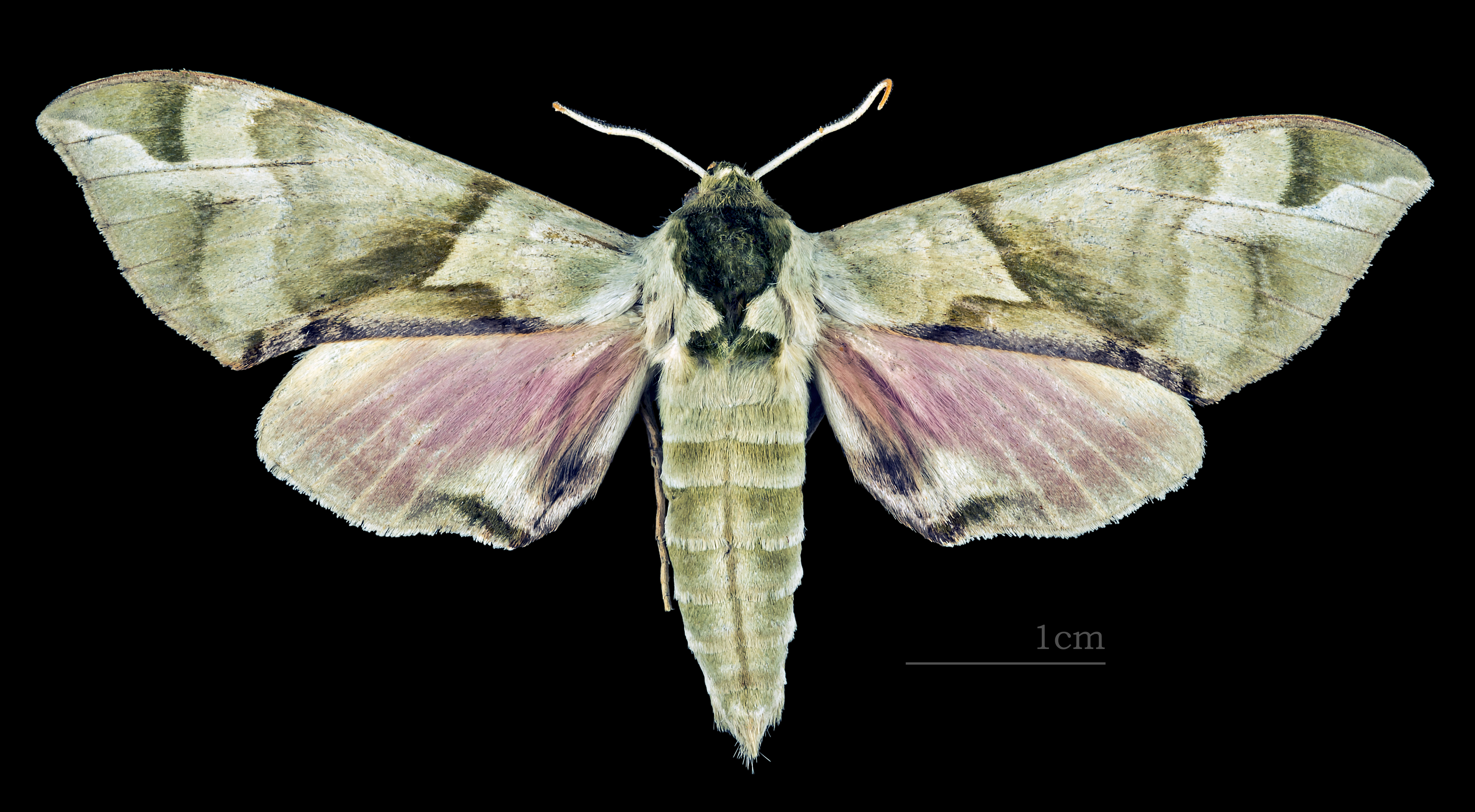
Callambulyx tatarinovii tatarinovii ♂
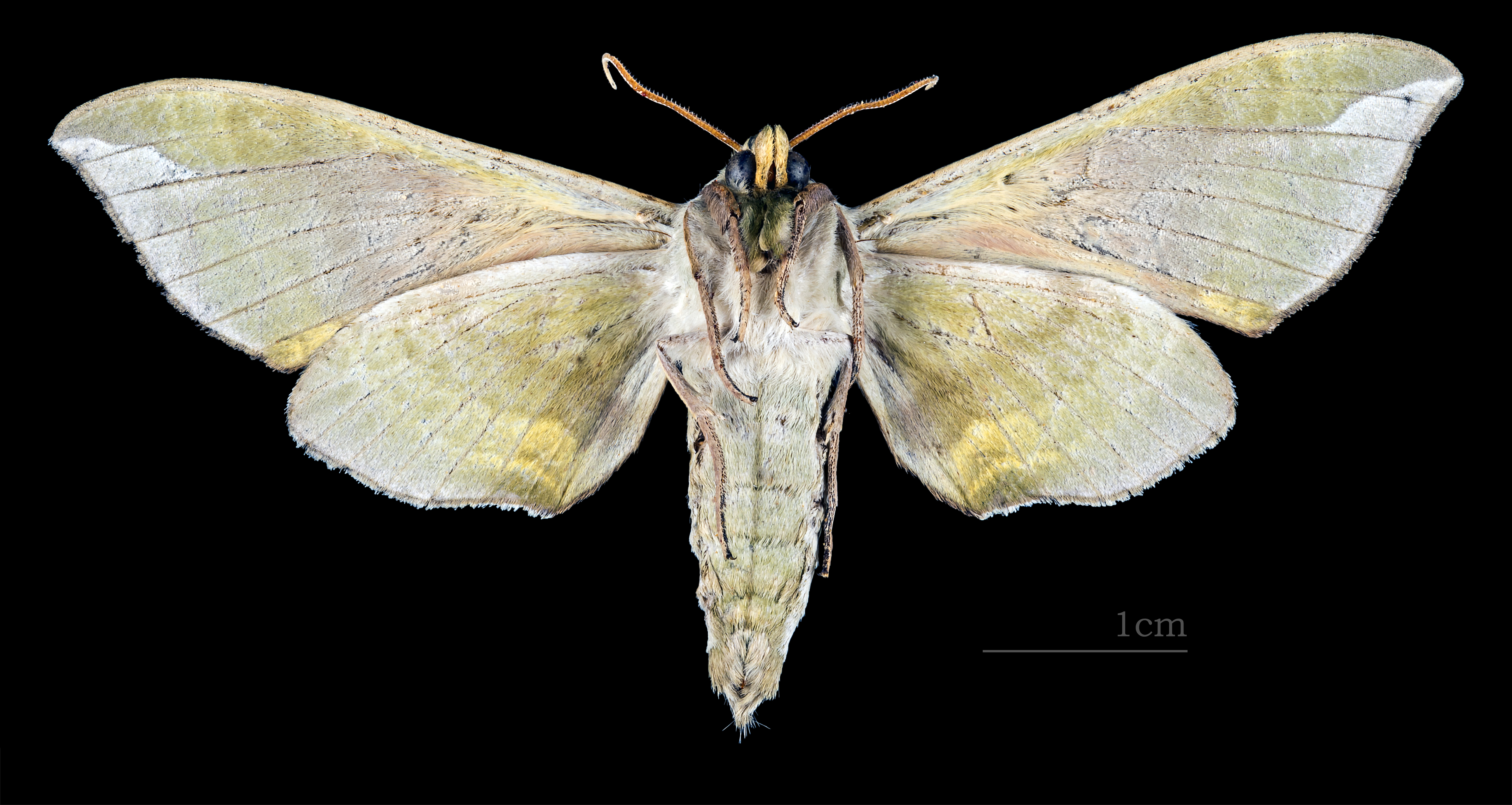
Callambulyx tatarinovii tatarinovii ♂ △
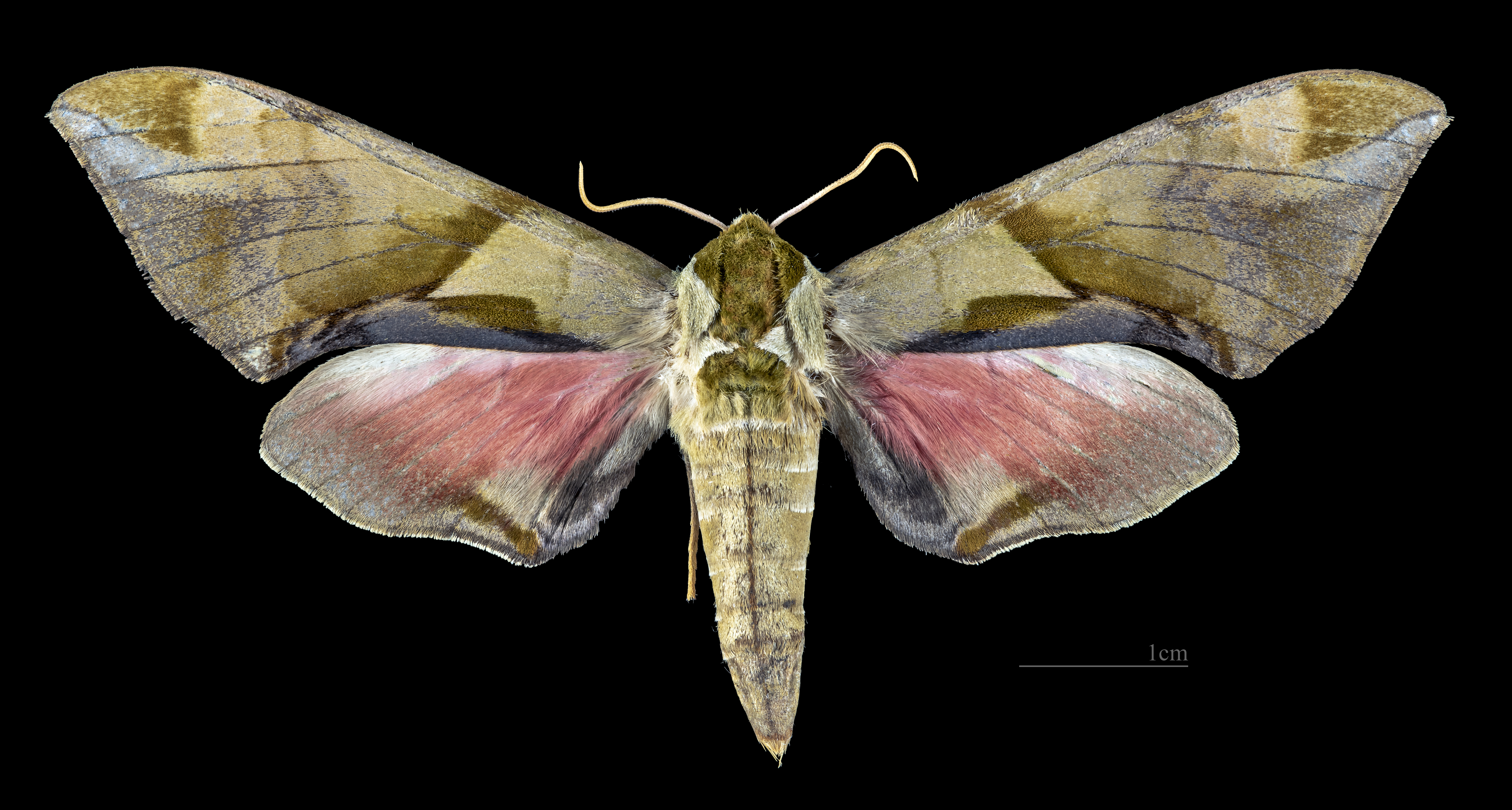
Callambulyx tatarinovii tatarinovii ♀
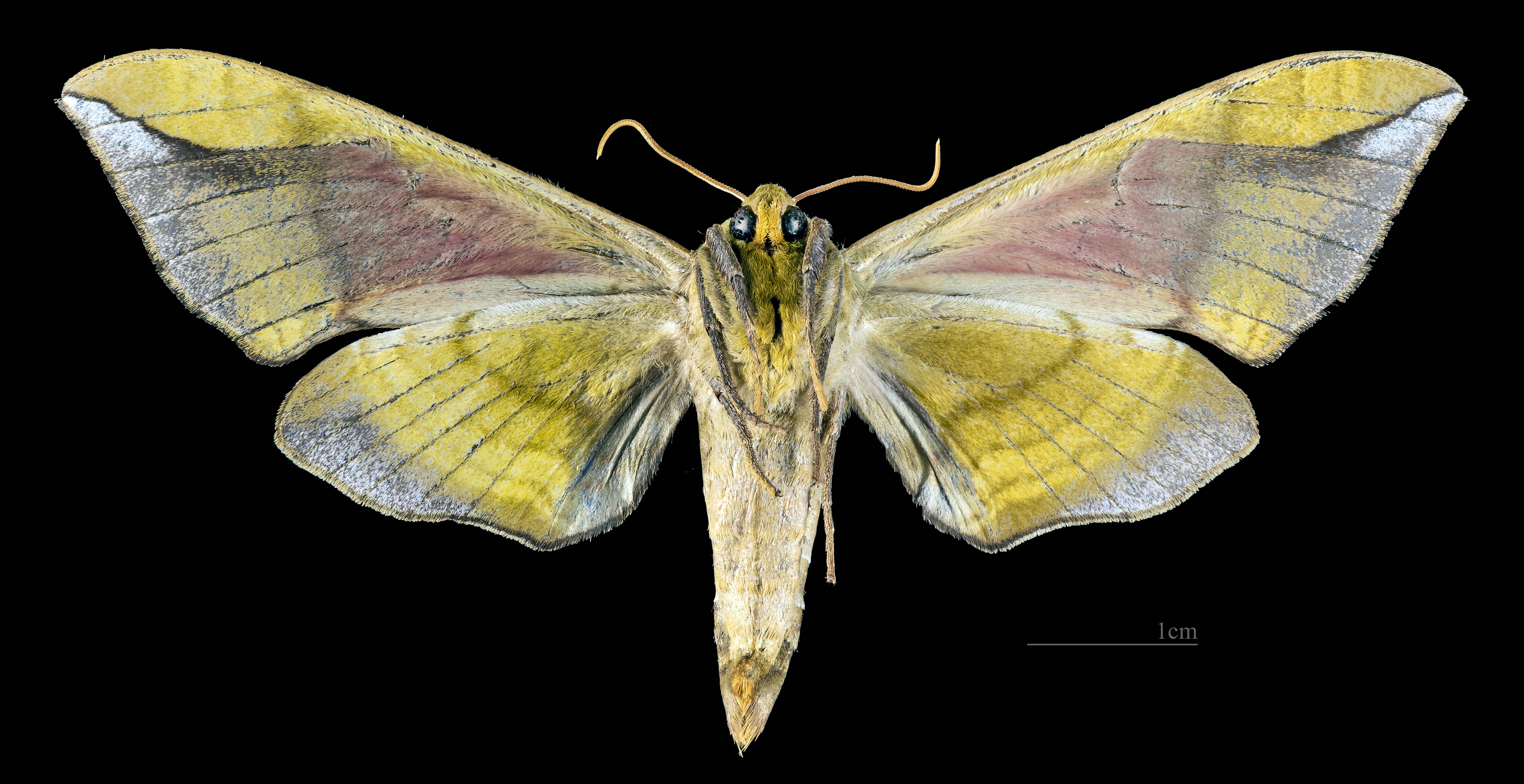
Callambulyx tatarinovii tatarinovii ♀ △

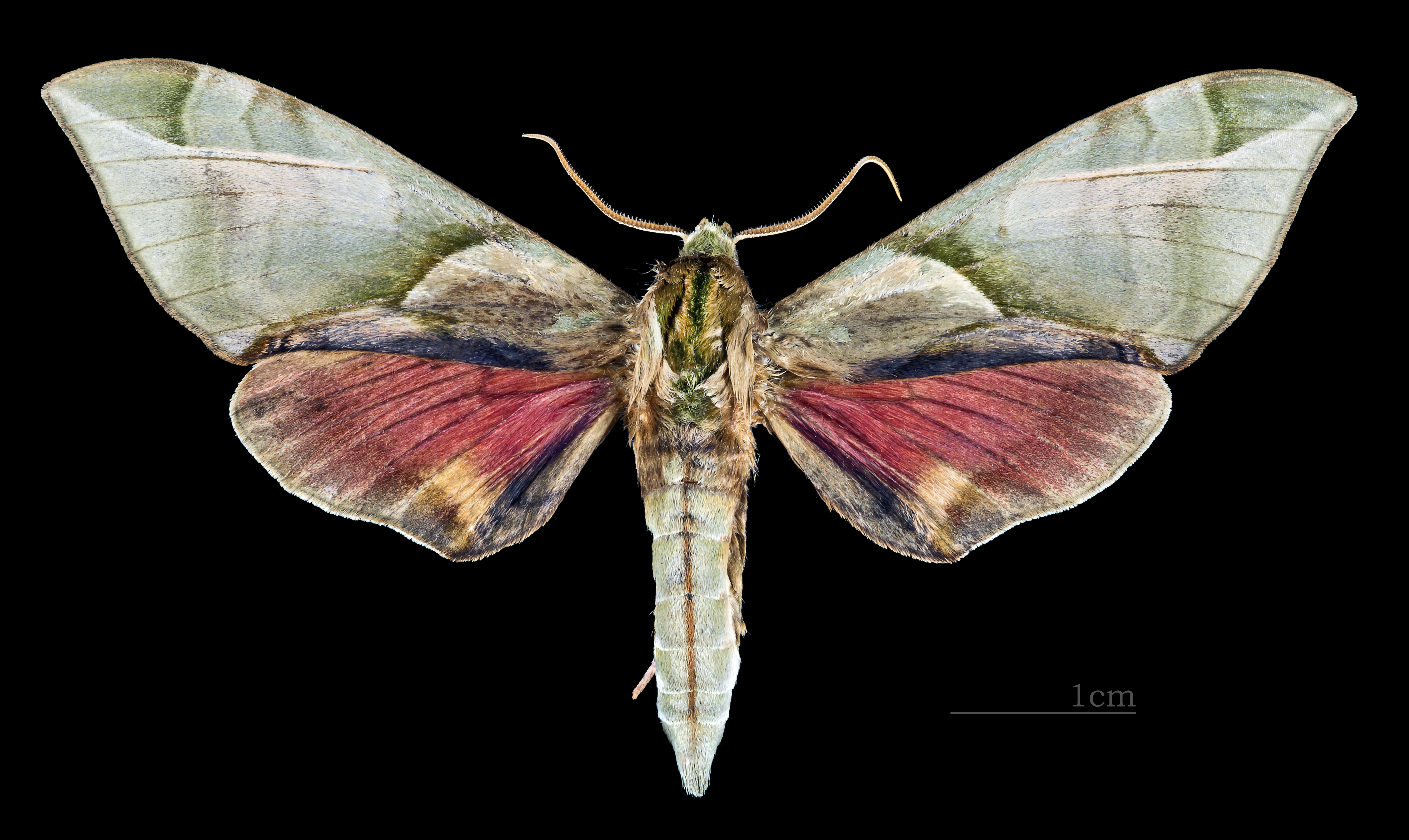
C. t. formosana  ♂
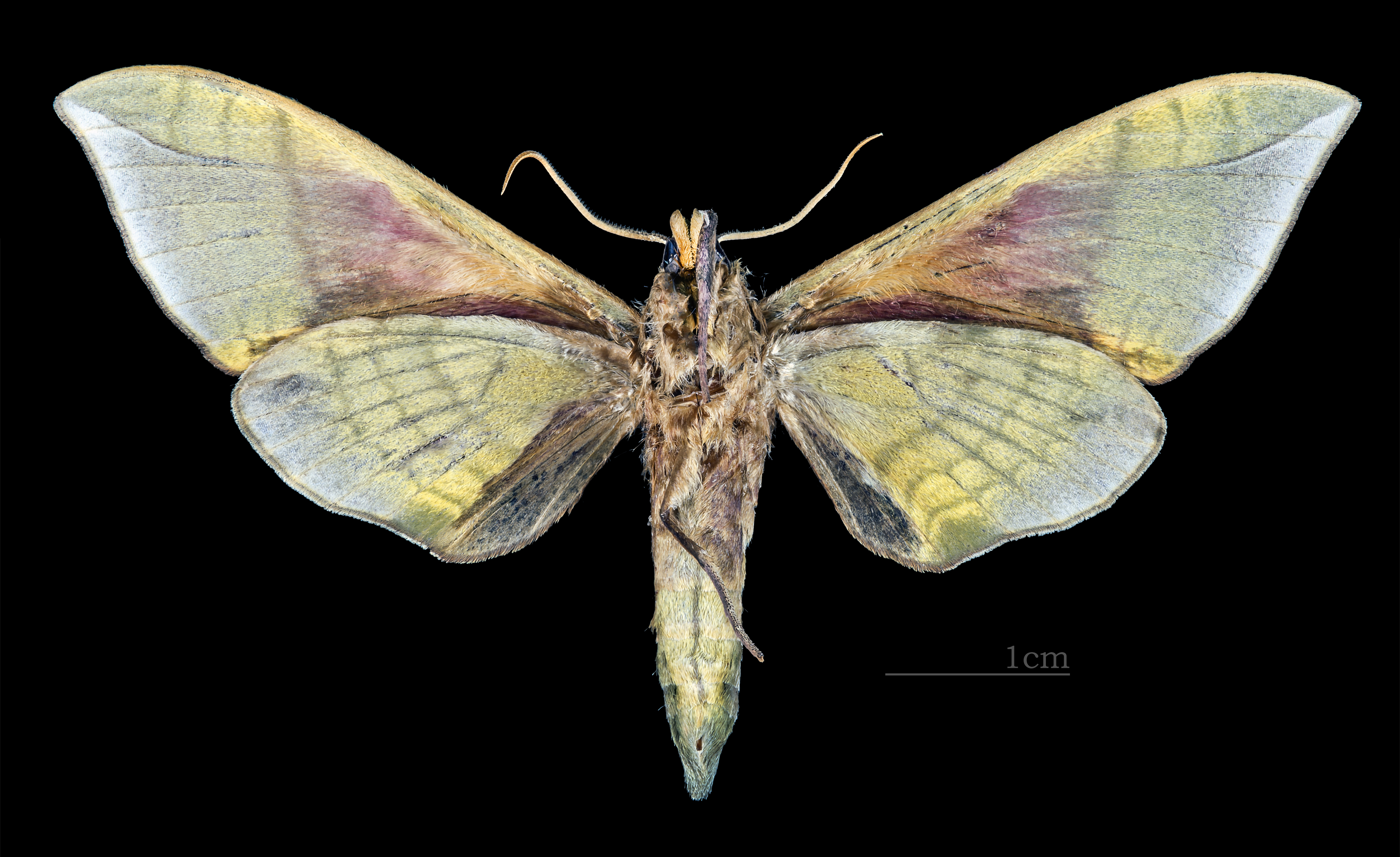
C. t. formosana  ♂  △
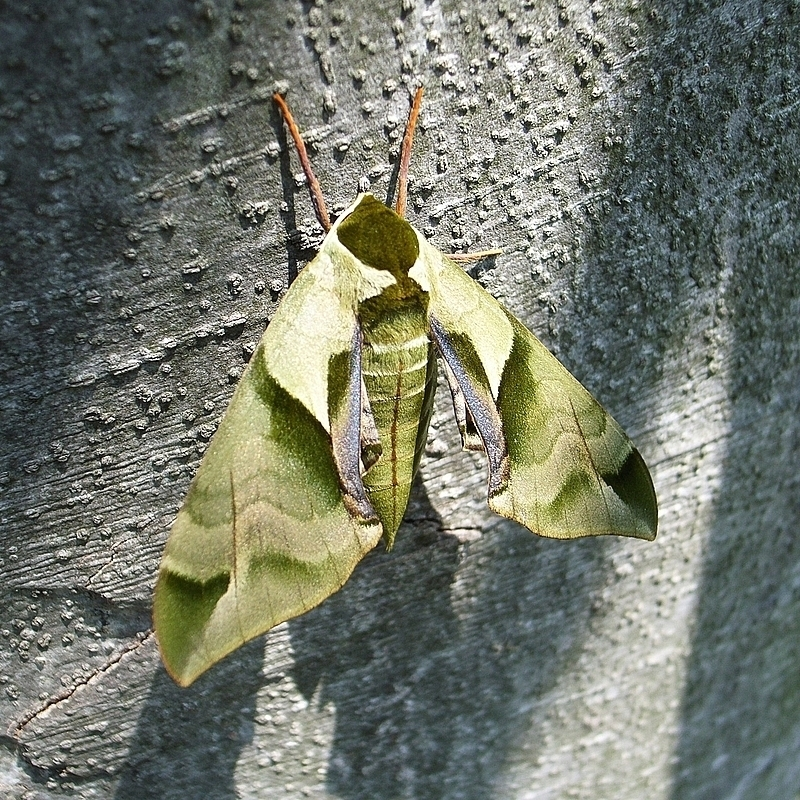
C. t. gabyae